# Басбаева, Мадина Куандыковна
Мадина Куандыковна Басбаева (15 января 1985; Алма-Ата) — казахстанская артист балета, является одним из самых ярких представителей современного казахстанского балета.
Заслуженный деятель Республики Казахстан. Лауреат премии Фонда Первого Президента РК в области культуры и искусства (2017). Лауреат Национальной театральной премии «Сахнагер-2018» в номинации «Лучшая артистка балета» (2018).

## Биография
Мадина Куандыковна Басбаева (каз. Мәдина Қуандыққызы Басбаева) Родился 15 января 1985 года в г. Алматы.
В 2003 году окончила Алматинское хореографическое училище им. А. В. Селезнева.
С 2003 по 2013 годы — ведущая солистка балета Национальный театр оперы и балета им. К.Байсеитовой (Астана).
С 2013 года по настоящее время — руководитель и ведущая солистка балетной труппы Каз ГАТОБ «Astana Opera».
Приглашенный солист национальной оперы Бордо (Франция).
Приглашенный солист Большой театр оперы и балета Республики Беларусь (Белоруссия).
Педагог-репетиторы — Заслуженный деятель РК, профессор Бурибаева, Галия Исмаиловна и Народная артистка, Лауреат Госпремии Республики Казахстан, профессор Асылмуратова, Алтынай Абдуахимовна
Мадина Куандыковна Басбаева Член Национальной комиссии по делам женщин и семейно-демографической политике при Президенте Республики Казахстан (с 2006 года)

## Репертуар
- Балетные партии
- Мария (Б. Асафьев, «Бахчисарайский фонтан»)
- Одетта-Одиллия (П. Чайковский, «Лебединое озеро»)
- Мари (П. Чайковский, «Щелкунчик»)
- Никия (Л. Минкус, «Баядерка»)
- Китри (Л. Минкус, «Дон Кихот»)
- Аврора (П. Чайковский, «Спящая красавица»)
- Джульетта (С. Прокофьев, «Ромео и Джульетта»)
- Фригия (А. Хачатурян, «Спартак»)
- Сванильда (Л.Делиб, «Копеллия»)
- Эсмеральда (Ц. Пуни, «Эсмеральда»)
- Жизель (А.Адан, «Жизель»)
- Медора (А.Адан, «Корсар»)
- Сильфида (Х.Левенсхольд, «Сильфида»)
- Лиза (П.Гертель, «Тщетная предосторожность»)
- Мазурка (Ф.Шопен, «Шопениана»)
- Эсмеральда (М.Жарр, «Собор Парижской Богоматери»)
- Манон (Г.Массне, «Манон») и.др.

## Достижения
1. 2006 года, 2009 года — Лауреат I премии Международного фестиваля творческой молодежи «Шабыт» (Астана)
2. 2006 года — Лауреат III премии Международного конкурса артистов балета «Байтерек» (Астана)
3. 2007 года — Лауреат II премии Международного конкурса артистов балета «Премия Рима» (Италия)
4. 2009 года — Обладатель Гран-при Международного конкурса артистов балета «Байтерек» (Астана)

## Государственные награды
- Указом Президента Республики Казахстан награждён почетным званием «Қазақстанның еңбек сіңірген қайраткері» (Заслуженный деятель Республики Казахстан) за большой вклад в пропаганду казахского балетного искусства за рубежом и исполнительское мастерство.
- 2012 — Обладатель Государственной стипендии в области культуры Республики Казахстан.[4]
- 2017 — Лауреат Премии Фонд Первого Президента Республики Казахстан — Елбасы (Лидера Нации) в номинации «Хореографическое искусство»
- 2018 — Лауреат Национальной театральной премии «Сахнагер-2018» в номинации «Лучшая артистка балета»[5]
- 2018 — Указом Президента РК от 5 декабря 2018 года награждён орденом «Құрмет» за большие заслуги в развитии казахского хореографического искусства.[6][7][8]